# Lago do Coqueiro
O Lago do Coqueiro é um lago localizado entre os municípios de Olinda Nova do Maranhão e São João Batista, na Baixada Maranhense, a 250 km de São Luís.
A Baixada Maranhense é uma região formada por um relevo plano ou suavemente ondulado, com áreas rebaixadas que são inundadas no período chuvoso, além de diversos lagos formados pela atuação dos baixos cursos dos rios Grajaú, Pindaré, Mearim e Pericumã (lagos de inundação).
O lago do Coqueiro tem uma área total de 3,5 km² e profundidade que varia entre 1,5 m e 2 m. É alimentado pela água das chuvas e de pequenos rios ao seu redor.
Anteriormente, era chamado de Lago dos Fugidos, em razão de, nos tempos da escravidão, ser o destino de muitos os escravos fugindo do cativeiro, aproveitando da abundância de peixes e outros animais na região. Algumas das espécies de peixes existentes são: a traíra, a piranha, o piau, a piaba, o jeju, o acará, as curimatás, os cascudos, os pacus e o surubim.
Entretanto, têm se verificado a diminuição da quantidade de peixes no lago, em razão da pesca predatória, ao assoreamento das margens e à contaminação da água, principalmente causada pela introdução de búfalos na área, um dos maiores rebanhos do Brasil.
O lago também é dotado de potencial arqueológico, com grande quantidade de fragmentos de coco babaçu, indicando atividade humana, além de pontas de madeira que podem ter sido base de construções indígenas.